# Mikkel Dahl-Jessen
Mikkel Dahl-Jessen (* 20. Dezember 1994) ist ein dänischer Leichtathlet, der im Mittel- und Langstreckenlauf an den Start geht.

## Sportliche Laufbahn
Erste internationale Erfahrungen sammelte Mikkel Dahl-Jessen bei den Crosslauf-Weltmeisterschaften 2017 in Kampala, bei denen er nach 33:14 min auf Rang 102 gelangte. Anschließend nahm er im 1500-Meter-Lauf an der Sommer-Universiade in Taipeh teil, schied dort aber mit 3:51,20 min in der ersten Runde aus. 2019 belegte er bei den Crosslauf-Weltmeisterschaften in Aarhus nach 36:06 min den 104. Platz und anschließend erreichte er bei den Studentenweltspielen in Neapel in 3:55,61 min Rang acht. 2021 startete er im 3000-Meter-Lauf bei den Halleneuropameisterschaften in Toruń, verpasste dort aber mit 8:03,50 min den Finaleinzug. Bei den Crosslauf-Europameisterschaften 2022 in Turin gelangte er nach 30:50 min auf Rang 31 im Einzelrennen. Bei den Crosslauf-Weltmeisterschaften 2023 im australischen Bathurst lief er nach 32:43 min auf dem 58. Platz ein und im Dezember wurde er bei den Crosslauf-Europameisterschaften in Brüssel nach 32:09 min 53.
2019 wurde Dahl-Jessen dänischer Meister im 5000-Meter-Lauf sowie 2020 und 2022 Hallenmeister über 3000 Meter.

## Persönliche Bestzeiten
- 1500 Meter: 3:41,32 min, 23. August 2019 in Brüssel
  - 1500 Meter (Halle): 3:43,5 s, 26. Januar 2021 in Randers
- Meile: 4:03,20 min, 21. August 2019 in Dublin
  - Meile (Halle): 4:22,49 min, 31. Januar 2015 in Huntington
- 3000 Meter: 7:58,43 min, 7. Juni 2020 in Randers
  - 3000 Meter (Halle): 7:55,12 min, 13. Februar 2021 in Gent
- 5000 Meter: 13:40,78 min, 29. Mai 2021 in Oordegem